# Партизанско движение в България
Партизанското движение в България е част от съпротивата срещу силите на Оста. Организирано  е от БРП и обхваща периода от 24 юни 1941 до 9 септември 1944 г. Изразява се в партизански действия срещу държавната власт в България, включително терористични нападения. Целта им е установяване на работническо-селска власт като форма на диктатура на пролетариата. По това време в страната е установен военновременен режим наричан от някои автори „авторитарен монархически режим“, от други - „монархическа диктатура“, а от трети - „монархически тоталитарен режим“.
До нападението на Третия райх над СССР, комунистите водят агитация в полза на германо-съветското приятелство и на страните от Оста. Веднага след започването на военните действия на Източния фронт българските комунисти, направлявани от Коминтерна, започват курс на въоръжена борба. За разлика от окупираните страни, където партизанското движение е насочено срещу окупатор, в България то е насочено срещу собственото правителство, което е официален участник в Тристранния пакт, поради което е съюзник на Третия райх по време на Втората световна война. Този факт дава отражение върху размаха, целите на движението и конфликта, който има характер на гражданска война. Организационната структура на движението е Централната военна комисия на БРП, а от пролетта на 1943 г. е т. нар. Народоосвободителна въстаническа армия (НОВА). Политическата му организационна структура, от лятото на 1943 г., е Отечественият фронт. Участници в партизанското движение са партизани, ятаци, помагачи, членове на бойни групи и нелегални. Държавната власт и нейните поддръжници използват за партизаните и наименованията „шумкари“ и „шумци“.
Партизанското движение е съставено почти изцяло от просъветски и прокомунистически активисти, като практически представлява въоръжено крило на БРП, поне до лятото на 1943 г. Според някои автори, във въоръжената дейност са привлечени много леви земеделци, криминални елементи, както и активисти на лявото крило на македонското движение. Същевременно някои съюзници на комунистите в Отечествения фронт, по-специално: повечето лидери на социалдемократите, се отнасят отрицателно към партизанското движение, отхвърляйки неговата ефективност и целесъобразност. Земеделците, особено тези от БЗНС „Пладне“ масово навлизат в партизанското движение, тъй като БЗНС „Пладне“ е първата партия, която взема решение за въоръжена борба, още през 1940 г.  Според други автори, в сравнение с партизанските движения в съседните страни, българското се откроява с почти изцяло комунистическия си състав. До навлизането на съветските войски в страната през септември 1944 г. движението не успява да придобие значими размери, но през следващите месеци играе важна роля като източник на кадри за администрацията и репресивния апарат на установяващия се тоталитарен режим.
Съществуват ясни доказателства, че по своя състав, партизанското движение е комунистическо-земеделско. В действителност, много голяма част от партизаните са земеделци.  Това са членове и симпатизанти, не само на БЗНС „Пладне“, но и на другите БЗНС-та.  Съществува исторически документ, който внася светлина по въпроса: това е писмо на ръководители на партизанското движение до Георги Димитров от 12 март 1944 г., отразено в неговия дневник. От него става ясно, че членовете на РМС и на БРП са не повече от 60% от партизаните.

## История

### Предистория
След ремилитаризирането на Рейнската област, анексирането на Австрия от Германия и Мюнхенското споразумение (Германия, Италия, Великобритания и Франция), с което Судетската област се предава от Чехословакия на Германия, междудържавните отношения в Европа се изострят. Германия заграбва цяла Чехословакия. Едновременно се водят преговори между Великобритания и Германия, Великобритания, Франция и СССР и Германия и СССР. След провала на преговорите между Германия и Великобритания; Великобритания, Франция и СССР за мирно уреждане на възникналия конфликт, на 23 август 1939 година в Москва между Германия и Съветския съюз е подписан „Договор за ненападение между Германия и СССР“ (Пактът Рибентроп-Молотов). Договорът се смята за една от най-важните стъпки, довели до започване на масираните военни действия на Втората световна война на територията на Европа. В секретните клаузи към този договор за ненападение се разпределят сферите на влияние между СССР и Германия в Източна Европа. На 1 септември 1939 година германските войски нахлуват в Полша от запад, а на 17 септември същата 1939 година части на Червената армия нападат Полша от изток. На 27 септември 1939 година Полша е напълно окупирана – двете съюзнически армии се срещат на река Висла. След влизането на германските войски в Полша на 1 септември Великобритания и Франция обявяват война на Германия – така наречената Странна война, водена, за да се помогне на Полша. На 30 ноември 1939 г. СССР започва война с Финландия, т.нар. Зимна война. Започва и „освобождаването“ на Латвия, Литва, Естония и Молдова. Заради войната СССР е изключен от Обществото на народите.
На 27 септември 1940 година е подписан и Тристранен пакт между Германия, Италия и Япония.
Страните от Тристранния пакт започват дипломатически постъпки за включването на България към Пакта. През месец септември 1940 година, под натиска на Германия и със съгласието на СССР, Румъния връща Южна Добруджа на България. На 16 октомври 1940 година германският външен министър Рибентроп иска от София в двудневен срок да определи политиката си спрямо Пакта. На същия ден в Рим Мусолини заявява на българския посланик, че Италия очаква от България да се включи в предстоящата война срещу Гърция. В София разбират, че между Италия и Германия няма съгласуваност, което ѝ дава възможност да отхвърли и двете предложения. СССР също участва активно в натиска върху България, като се стреми да придобие изключителни права в източната част на Балканите. На 12 и 13 ноември 1940 година съветският външен министър Вячеслав Молотов посещава Берлин, за да получи съгласието на Хитлер СССР да предостави на България гаранции. Хитлер отклонява това предложение, но Молотов се опитва да постигне целите си с пряк демарш в София. В София пристига главният секретар на съветското външно министерство, Аркадий Соболев, който предлага сключване на пакт за взаимопомощ и разполагане на руски военни бази в България. Предложението на Соболев и неговата мисия в страната се придружават от шумна кампания на комунистическата партия, която събира подписки в подкрепа на съветското предложение. СССР дори предлага след сключване на пакта двете страни заедно да се присъединят към Оста. Но правителството се опасява от преждевременното включване на страната във войната и отклонява поканата.
В края на 1940 година БЗНС „Пладне“ взема решение за въоръжена борба и предлага на БРП създаване на Отечествен фронт и започване на въоръжени действия срещу диктатурата. Целта е премахване на безпартийния режим, установен през 1934 г., демократизация, установяване на република и недопускане на евентуално обвързване с Третия райх. ЦК на БРП отхвърля предложението, поради обвързаността на СССР с Нацистка Германия чрез Пакта Рибентроп-Молотов. Тогава Г. М. Димитров и партията му БЗНС „Пладне“ решават да действат съвместно с британските тайни служби и тези на Югославия. Планираният пуч според британските виждания следва да доведе до формиране на Балканска федерация под върховенството на Турция. Така БЗНС „Пладне“ става първата партия, която взема решение за въоръжена борба. Скоро след това решение партията започва подготовката за държавен преврат, но не намира никаква поддръжка. През февруари 1941 година заговорът е разкрит от обществена безопасност и ръководителите на заговорниците бягат в чужбина. Самият Г. М. Димитров успява да избяга във Великобритания. Издадена му е задочна смъртна присъда, както и 10 задочни смъртни присъди на други земеделци и 4 присъди на доживотен затвор.
В края на 1940 г., раздразнен от опитите на България да запази неутралитет, Адолф Хитлер предупреждава монарха, че германците имат два начина да влязат в България – като приятели или като врагове. Три месеца по-късно 500-хилядна немска армия достига северната граница на България и се разполага на румънския бряг на Дунав. На 1 март 1941 г. България се присъединява към Тристранния пакт. През март в страната навлизат съюзническите войски на Третия райх, за да достигнат до Гърция на помощ на провалящата се кампания на Италия срещу Гърция. БРП разпространява позиви с много остро антигерманско съдържание, в които българския народ се призовава „да прогони чужденците от страната“. ЦК на БРП (к) нарича присъединяването към Тристранния пакт „фатална стъпка“ и наново настоява за съюз със СССР.
На 19-и и 20 април 1941 г., без да се налага да води активни бойни действия, българското правителство, съгласувано с Германия и Италия, изпраща войскови подразделения в редица територии на бивша Югославия и Гърция, населени с българи. Българската армия е посрещната от местното население като освободителка, а правителството вдига неимоверно своя престиж.

По това време пактът Рибентроп-Молотов е повод за създаване в средите на ръководството на БРП на дружеско отношение към хитлеристка Германия. Според Върбан Ангелов: 
| „ | „Вътрешното ръководство на БКП проведе пропаганда за влизането на България в Тристранния пакт...В края на 1940 и началото на 1941 г. по нареждане на ЦК се разпространяваха хвърчащи листове, с които се подканяше българското правителство да подпише Тристранния пакт ... когато германските войски нахлуха у нас, Партията издаде нареждане да ги посрещнем не като враждебни, а като приятелски войски... Агитацията да влезем в Тристранния пакт и във войната на страната на Германия, Италия и Япония трая до 22 юни 1941 г., когато у нас стана известно, че германската армия напада СССР.“ | “ |

### Начало
След като укрепва позициите си на Балканите, Хитлер отслабва кампанията си срещу Британските острови и предислоцира армията си срещу съюзника си СССР. На 22 юни 1941 г. войските на Вермахта неочаквано преминават границите на СССР. Нахлуването на Германия и някои от съюзниците ѝ в СССР на 22 юни 1941 г. предизвиква остри реакции сред левите и русофилските среди в България. Още същия ден ЦК на БРП разпространява призив „да не допусне по никакъв начин използването на своята земя и своята войска за разбойническите цели на германския фашизъм“. Два дни по-късно, на 24 юни, по директива на Коминтерна БРП обявява „курс на въоръжена борба“ срещу войските на Третия райх и българското правителство на Богдан Филов.
На 23 юли 1941 г. започват емисиите на нелегалната радиостанция „Христо Ботев“, която излъчва от Москва. На честотите ѝ Вълко Червенков, Васил Коларов, Георги Димитров и Станке Димитров призовават българите към неподчинение на правителство и на немските представители.
Първите прояви са изпращане на протестни телеграми и петиции, обявяващи се против участието на България в Тристранния пакт. В някои от фабриките, чиято продукция се използва от Вермахта, работници саботират производствения процес.
Първите създадени партизански групи и чети през лятото и есента на 1941 г. са в района на Разлог, Дупница, Батак, Ловеч и Средна гора, а първите действия са палежи на снопи на селяни в Сливенско, Карнобатско и Новозагорско. Смята се, че най-рано организирана е тази на Никола Парапунов, с пръв четник Иван Козарев. Командването се осъществява от Централна военна комисия на БРП (к).
През първата година на въоръжените действия БРП се осланя най-вече на бойните групи, а не на четите. Те извършват саботажни акции: палежи и взривяване на складове за оръжие, облекло и горива, на комуникационни връзки, предприятия, железопътни линии. Дело на бойните групи са и терористични акции – убийства на видни ръководители на политическия апарат, полицията, армията и Вермахта. Дейността им нанася удар по подкрепата за властта в България. Властите разкриват и обезвреждат голяма част от участниците в тях.
В края на лятото на 1941 г. (със съветски самолети и подводници и отделно) в България са изпратени, разделени в 8 групи, начело с Цвятко Радойнов, Христо Боев и Георги Янков, 55 дейци на БКП с цел да оглавят въоръжените действия. Счита се, че е дело на Задграничното бюро на БКП, подпомагано от НКВД. Акцията се оказва прибързана, лошо организирана и не дава очаквания резултат. Голяма част от изпратените са заловени от полицията. Част от изпратените са съдени в процес на парашутистите. Някои са екзекутирани. Оцелелите от т.нар. групи на „подводничарите“ и „парашутистите“ по-късно стават едни от най-известните партизански водачи.
На 13 декември 1941 г. България обявява т.нар. „символична“ война на САЩ и Великобритания. На 5 юли 1942 г. САЩ обявяват война на България. Решението за обявяването на войната е взето със съвместна резолюция на Конгреса. В Сената за обявяване на война гласува мнозинство от 66 сенатори. След два дни подобна резолюция гласува и Английския парламент. Нотата за обявяване на война е предадена на българското правителство от пълномощния министър на Швейцария в София след съгласието на Швейцарския федерален политически департамент. Новината в България е обявена единствено в малко каре на в-к „Мир“ в броя от 5 юни 1942 г. Така страната се оказва в положение на фактически участник във Втората световна война. С незабавен позив до българския народ, ЦК на БРП (к) уведомява за събитието и заявява: Нашите патриоти и народ попречиха до днес да бъдем хвърлени във войната против освободителите ни руси. Това е хубаво, но днес това е недостатъчно. Америка и Англия обявяват война на българското продажно правителство и докато не е късно, ние трябва да се отделим с дела от авантюристите.
През април 1942 г. заради предателство е арестуван и по-късно екзекутиран почти целият състав на Централната военна комисия на БРП (к) (процес срещу ЦК на БРП).
По полицейски данни през 1942 година в страната върлуват 381 партизани, разпределени в 27 чети.
През юли 1942 г. по нелегалната радиостанция „Христо Ботев“ Георги Димитров обявява програмата на Отечествения фронт – коалиция между БРП (к.), „Звено“ и БЗНС „Пладне“. Тя се обявява за „недопускане на участието на български войски на Източния фронт срещу СССР, за изтегляне на българските войски от територията на Югославия и Гърция, за скъсване на съюза с Германия и прекратяване на износа на зърнени храни за нея, споразумение с другите балкански държави, приятелски отношения със СССР, Великобритания и САЩ, възстановяване на гражданските свободи, отмяна на противоконституционните закони, неизползване на армията с противонародни цели, разпускане на профашистките организации на ратници, бранници, легионери и др. подобни, изкореняване на расовата омраза.“ През август 1943 година БРСДП (ш.с.) се присъединява към ОФ.
В рамките на Отечествения фронт има разногласия по отношение на партизанското движение. Макар отделни активисти на „Звено“ да се включват в него, организацията смята, че вземането на властта чрез масово въстание е невъзможно и разчита на организирането на военен преврат чрез симпатизиращи ѝ офицери.
До лятото на 1943 година партизанското движение остава съвсем малобройно, като през зимата повечето партизани се прибират в селата при свои укриватели. В много случаи това са просто комунистически функционери, които стават партизани, за да избегнат предстоящ арест, но много комунисти предпочитат да бъдат изпратени в лагер пред присъединяването към партизаните.

### Разрастване на действията
Настъплението на Съветската армия дава тласък на усилията на комунистическото ръководство за „масовизиране“ на партизанското движение, което се извършва и по насилствен начин. Както отбелязва Георги Марков изборът често се свежда до „партизански или полицейски куршум“.
Поради увеличения брой на партизанските чети и отряди и участниците в тях, през април 1943 година се създава нелегалната Народоосвободителна въстаническа армия (НОВА). По това време военното разузнаване оценява броя на партизаните на около 750 – 760 души. НОВА разделя страната на тринадесет въстанически оперативни зони. Командването се осъществява от Главен щаб на НОВА. Установява връзка с британски военни мисии в България. Всичко това подсказва за намерението на БРП (к) да усили борбата и завземе властта. През август същата година е създаден ръководен орган на ОФ – Национален комитет. Правителството от своя страна засилва действията си. С окръжно № 3928 от 10 април 1943 г. на МВР, борбата с шумкарите се възлага на полицията. Допуска се при необходимост и използването на военни части.
През септември и октомври 1943 година комунистическото ръководство провежда мобилизация с цел увеличаване числеността на партизанските си формирования. Причина за това стават успешният Десант в Нормандия и капитулацията на Италия, които от една страна предизвикват очаквания за скорошен край на войната, а от друга – създават опасения за възможен десант на западните съюзници на Балканите, който да подкопае позициите на комунистите. Тази мобилизация се оказва ненавременна и извън реалните възможности на Комунистическата партия, което води до големи жертви от страна на партизаните през зимата, кулминация на които е разгромът Отряд „Антон Иванов“ през февруари 1944 година. От октомври същата година правителството е принудено да използва по-системно армията в борбата срещу комунистическата опасност.
БРП (к) разширява подривната си дейност в армията. Понякога войсковите части показват слаба ефективност в боевете с партизани. Под оперативно германско командване, български военни части се включват в бойни действия срещу югославски и гръцки партизани в новоосвободените земи. Зачестяват случаите, в които дезертирали войници се присъединяват към партизаните. Такива явления се наблюдават най-вече в поделенията в Македония и Тракия. Сформирани са 7 войнишки партизански части, които в някои случаи си сътрудничат с югославски и гръцки партизани. Сред видните войнишки партизански командири са Дичо Петров, Атанас Русев и други.
През зимата на 1943/1944 г. и лятото на 1944 година правителството решава да ликвидира партизанското движение. Изпълнението е възложено на Българската армия с постановление на Министерския съвет от 27 и 28 април 1943 г. и 28 април 1944 г. В частите на армията се обучават специализирани подразделения за бързо реагиране, наименувани „Асен“. Формират се помощни подразделения, ловни дружини, съставът на които се набира от войската и полицията. Със закон от 26 януари 1944 г. са създадени особени военно-полицейски части за борба с партизаните – жандармерия, която получава неограничени пълномощия в действията срещу партизаните. Реалният числен състав е до 5000 жандармеристи (по план до 12 000). Мобилизирани са допълнително около 100 000 войници и полицаи в масови акции срещу партизаните. На 15 февруари 1944 г. Министерството на вътрешните работи създава въоръжени групи от цивилни граждани за борба с шумкарите, наименувани „Обществена сила“. През пролетта на 1944 г. броят на партизаните също се увеличава и по този начин се разширява обхватът на сблъсъка и в него са включени голям брой хора. Предприети са две офанзиви по разработения план „Аспарух“. Сблъсъкът е без всякакви правила и придобива изключително жесток характер и за двете страни, като по-големи са възможностите на армията, полицията и жандармерията, включително чрез репресивни действия срещу невъоръжени ятаци и помагачи на НОВА. От своя страна партизаните също си служат със сплашвания, както и с убийства на представители на властта, заплахи към ятаци, включително и взимане на заложници. Резултатът от правителствената офанзива е частичен. НОВА претърпява загуби, но запазва основния си състав.
Ново засилване на партизанското движение протича през май 1944 година, заради подобряващите се климатични условия и Първата яшко-кишиневска операция, която обаче претърпява неуспех. По това време армията и жандармерията провалят похода на две партизански бригади от Трънско към Пловдивско, където се стремят да отвоюват своя свободна зона. Първа софийска народоосвободителна бригада се разпада сред поредица от сражения, а Втора е разбита при Батулия.
С наближаването на Червената армия към границите на България повече хора се присъединяват към партизанските формирования. Най-масово това става през август и септември 1944 година, когато в тях се включва една пета от всички участници в движението. По това време желаещите са толкова много, че са принудени да ги връщат, а на някои места цели групи без предварителна връзка обикалят из гората в търсене на партизани, към които да се присъединят.
През 1944 г. съставът на НОВА достига до 9 единици, провъзгласени за „бригади“, 35 батальона и отряда, 2 самостоятелни чети, бойни групи. В началото на септември 1944 г. е сформирана една „дивизия“.

### Завземане на властта
Междувременно на 12 август парламентарната опозиция и Отечественият фронт излизат с обща декларация за създаване на „ново конституционно правителство“. След натиск от страна на Москва Отечественият фронт се отказва от подписа си под декларацията.
Оставена без подкрепата на ОФ, парламентарната опозиция съставя на 2 септември 1944 година ново правителство, което прави последен опит да предотврати обявяването на война от Съветския съюз на България. За няколко дни то прекъсва дипломатическите отношения с Германия, иска официално примирие от САЩ и Великобритания и започва изтеглянето на българските войски от териториите, анексирани от Югославия и Гърция. Започват и преговори с главнокомандващия на НОВА Добри Терпешев, като чрез него БЗНС „Врабча 1“ предлага на ОФ участие във властта. Терпешев представя на правителството крайни искания, които практически означават предаване на властта на ОФ и те са отхвърлени. Независимо от тези обстоятелства на 5 септември Съветският съюз обявява война на България. На 7 септември от съветски самолети е разпространено обръщение на командира на III Украински фронт, армейски генерал Фьодор Толбухин, до българския народ и българската армия. В съответствие със съветската пропагандна теза е заявено, че „Червената армия няма намерение да воюва с българския народ и неговата армия, тъй като счита българския народ за братски народ“. Правителството на Константин Муравиев обявява война на Нацистка Германия, считано от 8 септември 1944 година. Същия ден войските на СССР навлизат в страната. Срещу тях по заповед на министъра на войната генерал-майор Иван Маринов няма прояви на организирани военни действия.
Според официалната комунистическа историография в периода между 6 и 8 септември 1944 г. около 170 малки населени места в страната са завзети от Отечествения фронт. По-подробни изследвания показват, че основната част от тези случаи са по-късни фалшификации на местни комунистически функционери, стремящи се да си припишат несъществуващи заслуги. Няколкото десетки случаи, в които такива събития се приписват на партизани, са обичайни техни акции по кратковременно завземане на селища. Като цяло партизанските групи нямат информация за момента на провеждане на преврата в София и се активизират, след като научават за него по радиото.
Деветосептемврийският преврат в София е извършен от малочислени военни части със съдействието на военния министър Иван Маринов и с фактическия неутралитет на полицията и армията. След обявяването му по радиото на 9 септември сутринта, на много места в страната местните организации на Отечествения фронт започват да установяват без особена съпротива контрол над местната администрация.
Ролята на партизаните в завземането на властта след Деветосептемврийския преврат е ограничена. В основните селища те най-често пристигат след като местните комунисти вече са установили контрол, влизането на партизаните в градовете става от обяд на 9 септември до няколко дни по-късно, като в повечето случаи са превозвани дотам от изпратени от новата администрация камиони и автобуси. На отделни места появата им е окончателният фактор за преодоляване на пасивната съпротива на полицаи и жандармеристи, но в повечето случаи тя е само повод за провеждане на митинги в подкрепа на новото правителство.
Непосредствено след преврата партизанските части са поставени на разпореждане на местните комитети на Отечествения фронт. През втората половина на септември те са преобразувани в гвардейски части към местните военни подразделения, най-често в гвардейски роти към пехотните полкове, Софийската народоосвободителна дивизия става основа на Първа гвардейска дивизия с три полка. В тези гвардейски части включват около половината от партизаните, но също и превишаващи ги по брой нови доброволци. Гвардейските части не са предназначени за бойни действия, а изпълняват главно охранителни функции, като служат и като средство за сплашване на останалите военни подразделения. Има изключения, като Първа гвардейска дивизия, която с пропагандна цел е изпратена за няколко месеца на фронта, след което е върната в София като военна опора на правителството. Главният щаб на НОВА продължава да функционира до края на 1944 година, помещавайки се в сградата на Военното министерство. Основната му дейност са чистките в армията и назначаването в нея на лоялни кадри.
С цел овладяване на армията доскорошни партизани масово са назначени в множество военни части на влиятелния политически пост „помощник-командир“ по време на участието на България във Втората световна война на страната на Обединените нации. Тяхна задача е да предотвратят евентуални опити на царските офицери да саботират ефективността на бойните действия срещу Вермахта и да контролират Българската армия. В седмиците след 9 септември 1944 година бивши партизани се включват в изграждащата се милиция. Също така бивши партизани участват в започналите масови репресии и акции на отмъщение срещу служители на администрацията, военно-полицейския апарат и други противници на БКП. По данни от 1944 г. общо 8 партизани са произведени в генералски чин (5 от Софийска област, 1 от Пловдивска, 1 от Плевенска и 1 от Бургаска области), 22 в чин полковник, 22 в чин подполковник, 59 в чин майор, 96 в чин капитан, 180 в чин поручик и 293 в чин подпоручик.

## Акции
Активността на партизанските отряди варира в широки граници – за една група в Странджа партизанският командир Стоян Сюлемезов отбелязва, че „не даваше никакви признаци за съществуването си, акции не провеждаше... подполието им беше толкова дълбоко, че не само врагът, но и ние не можехме да ги открием“. При възможност партизанските подразделения извършват нападения срещу железопътни линии и други инфраструктурни обекти, но значителна част от дейността им е свързана със собственото им снабдяване с храни, гориво, облекло и оръжие. Често това става за сметка на местното население, но като цяло партизаните се въздържат от ненужни грабежи, тъй като разчитат за оцеляването си на подкрепата на хора от същите тези села.
Партизаните целенасочено избягват сблъсъци с армията, за което свидетелстват множество документи на ръководството на НОВА, изрично забраняващи да се стреля по военни, освен в крайни случаи неизбежна самоотбрана. Местни инициативи за акции срещу военни обекти неизменно са отхвърляни от по-висшите органи. Причина за това е както ограничената боеспособност на партизанските отряди – в повечето случаи неспособни да се противопоставят на отделна рота от редовната армия, – така и стремежът на командването да поддържа добрите си отношения с определени офицерски среди и опасенията от пропагандния отзвук от нападения срещу срочнослужещи войници.
Ограничени са и действията на партизаните срещу германски военни части на територията на България. Най-значима сред тях е Жабокрекската акция срещу санаториум за германски офицери, извършена в последните дни на партизанското движение.
Значителна част от дейността на партизаните е пропагандата, като отрядите често разполагат с пишещи машини и дори циклостили, с които печатат позиви и други пропагандни материали. Когато е възможно, партизаните завземат за кратко малки населени места, за да провеждат митинги и да създават местни комитети на Отечествения фронт. При такива акции често да унищожавани данъчни и други архиви, раздавани са на селяните открити реквизирани продукти, ограбвани и убивани са непопулярни държавни чиновници. Партизаните редовно изпращат заплашителни писма до местни чиновници, като за тази цел дори разполагат със стандартни бланки, като има случаи, в които след такива заплахи кметове и данъчни чиновници напускат селата, в които са назначени.
Чест обект на партизански нападения са мандрите. Както отбелязва съвременен изследовател: „Смятало се, че разрушаването на мандрите удряло по износа за Германия, а същевременно обезмисляло реквизициите... Нападенията на мандри позволявали лесно постижими успехи с отзвук сред хората и така замествали акции срещу по-добре въоръжени противници, за които партизанските отряди нямали капацитет.“

## Организация

### Численост и състав
По искане на Георги Димитров за справка относно числения състав на партизанските отряди, на 12 март 1944 г. от ЦК на БРП е изпратена шифрована телеграма, в която се докладва че:
„...В партизанските отряди около 25 – 30 % са комунисти, толкова са комсомолците, останалите са безпартийни. По възрастов състав – в отрядите главно са младежи, от тях 70 – 75 % са селски бедняци, около 20 % са работници, останалите са от интелигенцията.“ и „...в 12 окръга има 26 отряда с обща численост 2320 души" и още, че има окръзи само с по няколко десетки партизани например – Хасковски – 20 души, Варненски – 40 души, Старозагорски – 50 души, а в Русенски, Бургаски и Търновски въобще не съществува партизанско движение.“ Според други източници, (например, според историка Стойчо Грънчаров) всъщност, значителна част от безпартийните партизани са симпатизанти на земеделците, а някои членуват в земеделските партии.
Съгласно „История на Българската комунистическа партия“ в навечерието на 9 септември 1944 година на територията на България действат 1 партизанска дивизия, 9 партизански бригади, 36 партизански отряда и няколко самостоятелни партизански чети и стотици бойни групи. В „Историята ...“ не са дадени количествен данни, а с така формулираните формирования се подчертава само масовостта на движението. Спорен остава въпросът с точния брой на партизаните, действали на територията на България в периода 1941 – 1944. Една година след завземане на властта, според отчета на организационния отдел на БРП (к) от 17 октомври 1945 г., броят на партизаните на 9 септември 1944 г. е бил 7000 души. Десет дни по-късно, вероятно под натиска на висшето партийно ръководство, от същия отдел се разпространяват нови данни – броят на участниците е вече 50 000 души. Според историографията по време на режима, съществувал до 1989 година, общият брой на партизаните и участниците в бойните групи се приема за около 30 000, а на ятаците и помагачите им – около 200 000.
От есента на 1943 г. броя, състава и организацията на партизаните представлява интерес както за правителствените така и за външните сили. Като при оценките за моментната численост се вземат предвид както загубите, така и новите попълнения. През ноември 1943 г. германското разузнаване оценява броя на партизаните излезли в планините кръгло на 7000 бойци. На 31 май 1944 г. същото разузнаване отчита увеличение и твърди за 16 – 18 000 бойци. Данните за числеността на партизаните са предмет на внимание от английското разузнаване в България в самия край на 1943 г. Оценката е за не-повече от 5000 бойци. През февруари 1944 г. същото разузнаване отчита увеличение до 12 000 бойци и предвижда доставки на оръжие за този брой партизани. Същият брой партизани групирани в 11 въстанически оперативни зони с 60 отряда е отбелязан и в докладите на Военната мисия „Mulligatawny“ с командир Мостин Дейвис. Любопитна е и оценката на тяхната организация: партизански сили, ОФ милиция и ядки в Българската армия. По тази организационна структура формира своята оценка и американското разузнаване, както и българската полиция. Към май 1944 г. според американското разузнаване броят на партизаните по данни на българска полиция е между 16 – 18 000 бойци. Тези разузнавателни оценки се приемат като силно преувеличена от съвременни изследователи.
Данни за загиналите в партизанското движение, по поръчение на ЦК на БКП, са представени след многогодишно изследване от Музея на революционното движение в България. В издадения албум Звезди във вековете загинали като нелегални, като участници в бойни групи, в партизански акции, като ятаци, както и участници, обесени в затворите, без изрично да е упоменато, че са осъдени на смърт, са общо 2380 души. Осъдени на смърт с изпълнена смъртна присъда са общо 68 души. Според други източници (проф. Д. Даскалов; също така – полицейски архиви от тези години), осъдените на смърт с изпълнена смъртна присъда са 330 души.
Публикуваният от Българския антифашистки съюз поименен списък на загиналите участници в партизанското движение включва трите имена, година и място на раждане, форма на участие, дата и обстоятелства на гибелта. Общият брой на загиналите е 3055 души.
Според проф. Пламен Цветков, едновременно действащите партизани в периода на Съпротивата са около 1500 души средно, като при завземането на властта, те са подкрепяни активно от свои помагачи и симпатизанти. Съвременно изследване, позоваващо се на данни, събрани след превземането на властта от комунистите и техните съюзници, посочва 5654 живи партизани, 1948 членове на бойни групи и 12 252 укриватели. Следва да се отчетат и загубите на НОВА, които са 3055 убити в сражение, с изпълнени смъртни присъди, екзекутирани, починали от рани и в затворите 1941 – 1944 г.
Според изследване на Националния комитет на Отечествения фронт партизаните в периода 1941 – 1944 г. са: 9015 души, от които 7593 души са живи. От тези 7593 души 5645 са били в отряди, а 1948 в бойни групи. От оцелелите 7593 души 429 са жени, от които 369 са в отряди, а 60 в бойни групи.
Броят на жените в партизанските отреди се изчислява на около 620 души. Най-много са партизанките в Първа въстаническа оперативна зона – 185. По народностен признак 577 партизанки са българки, 40 еврейки и 3 арменки. В партизанските формирования участват и деца. Над 7% от състава на Първа родопска бригада „Георги Димитров“, например, са партизани, ненавършили 18 години при постъпването си.
По отношение на социалния си състав партизанското движение има отчетливо селски характер, като делът на селяните и наскоро преселилите се в градовете е около 90%. Сред родените в градовете относително висок е делът на евреите, подложени по това време на дискриминационни мерки. Около 20% от партизаните са с начално или без никакво формално образование, а други 51% имат само основно образование. Средната им възраст е около 25 години, като голямата част от тях са родени непосредствено след разгрома на България в Първата световна война и израстват в тежката стопанска и културно-обществена атмосфера след националните катастрофи и по време на Голямата депресия.

### Партизански формирования
Основните формирования на партизанското движение са отрядите, компактни и относително автономни групи, действащи в определен район. Отрядите са неравномерно разпределени по територията на страната, а числеността им варира в широки граници – от сравнително големите отряди в Софийската и Пловдивската зона до наброяващи по няколко десетки души. В някои зони отряди изобщо не са създадени или действат само за кратки периоди.
От пролетта на 1944 година някои от по-големите отряди са обявени за „бригади“. Първите две са Първа и Втора софийска бригада, създадени с активното съдействие на Югославската народна освободителна армия и разгромени няколко седмици по-късно. През следващите месеци броят на тези бригади достига 9, като в някои случаи, като Бригада „Георги Димитров“ в Старозагорско те са само формално обединение на няколко фактически самостоятелни отряда. През септември е създадена и една партизанска „дивизия“.
- Софийска народоосвободителна дивизия
- Партизанска бригада „Георги Бенковски“
- Партизанска бригада „Георги Димитров“
- Партизанска бригада „Чавдар“
- Партизанска бригада „Чепинец“
- Първа родопска бригада „Георги Димитров“
- Втора родопска бригада „Васил Коларов“
- Първа софийска народоосвободителна бригада
- Втора софийска народоосвободителна бригада
- Първа средногорска бригада „Христо Ботев“
- Втора средногорска бригада „Васил Левски“
- Партизански отряд №4
- Партизански отряд „Август Попов“
- Партизански отряд „Ангел Кънчев“
- Партизански отряд „Анещи Узунов“
- Партизански отряд „Антон Попов“
- Партизански отряд „Асен Златаров“
- Партизански отряд „Васил Левски“ (Варна)
- Партизански отряд „Васил Левски“ (Плевен)
- Партизански отряд „Васил Левски“
- Партизански отряд „Васил Левски“ (Пловдив)
- Партизански отряд „Гаврил Генов“
- Партизански отряд „Георги Бенковски“
- Партизански отряд „Георги Бенковски“ (Червен бряг)
- Партизански отряд „Дунав“
- Партизански отряд „Дядо Вълко“
- Партизански отряд „Народен юмрук“
- Партизански отряд „Никола Калъпчиев“
- Партизански отряд „Никола Парапунов“
- Партизански отряд „Панайот Волов“
- Партизански отряд „Петър Момчилов“
- Партизански отряд „Смърт на фашизма“
- Партизански отряд „Стефан Караджа“
- Партизански отряд „Хаджи Димитър“
- Партизански отряд „Христо Ботев“
- Партизански отряд „Христо Кърпачев“
- Партизански отряд „Христо Михайлов“
- Партизански отряд „Яне Сандански“
- Брезнишки партизански отряд
- Габровско-Севлиевски партизански отряд
- Горнооряховски партизански отряд
- Дупнишки партизански отряд
- Ихтимански партизански отряд
- Кюстендилски партизански отряд „Драговищица“
- Омуртагски партизански отряд
- Поповски партизански отряд
- Радомирски партизански отряд
- Рило-пирински партизански отряд
- Родопски партизански отряд „Антон Иванов“
- Средоречки партизански отряд
- Трънски партизански отряд
- Търговищки партизански отряд
- Царибродски партизански отряд
- Шопски партизански отряд
- Войнишка партизанска бригада „Георги Димитров“
- Войнишки партизански батальон „Димитър Благоев“
- Войнишки партизански батальон „Христо Ботев“
- Босилеградски партизански отряд „Георги Раковски“
- Войнишки партизански батальон „Васил Коларов“
- Интернационален войнишки батальон
- Баташка партизанска чета

### Известни дейци на партизанското движение
- Адалберт Антонов (Малчика)
- Васил Демиревски (Желю)
- Славчо Трънски
- Крум Радонов
- Вела Пеева (Пенка)
- Виолета Якова
- Вълко Димитров (Дядо Вълко)
- Денчо Знеполски
- Дичо Петров
- Добри Джуров (Мургаш)
- Иван Козарев (Балкан)
- Никола Парапунов
- Борис Попов (Венко)
- Петър Панайотов (Даскала)
- Славчо Радомирски (Васо)
- Стоян Едрев (Йордан, Дано)
- Цвятко Анев
- Дико Диков
- Груди Атанасов (Цвятко)
- Георги Чанков
- Цвятко Радойнов
- Стою Неделчев (Чочоолу)
- Велко Димитров
- Емил Марков
- Христо Кърпачев (Младен, Янко)
- Иван Тодоров (Горуня)
- Петър Нешев (Станчо, Георги, Марин)
- Димитър Димов (бай Даню, Танасов)
- Митко Палаузов
- Ламбо Теолов
- Иван Бъчваров
- Райко Дамянов
- Дечо Бутев (Щокман)
- Сребро Бабаков (Мороза)
- Методи Шаторов (Стария българин, Шарло, Панайот)
- Борис Копчев (Митьо)
- Христо Добрев (Дико)
- Йонко Панов
- Иван Араклиев
- Владо Тричков
- Георги Жечев (Тодоров)
- Иван Гинчев (Йонко)
- Любен Шилегарски
- Иван Нивянин
- Атанас Русев

## Партизанското движение в изкуството
По време и след партизанското движение в България са създадени песни с политическа насоченост, известни под общото название партизански. Част от тях са създадени и пети от самите партизани, други са авторски, трети – народни.
Сред най-известните партизански песни са „Имала майка едно ми чедо“, „Септемврийци“, „Чавдарци“, „Хей, поле широко“, „Партизан за бой се стяга“. По-известни автори на партизански песни са Крум Кюлявков, Младен Исаев, Христо Кърпачев, Иван Койнаков, Димитър Янев.
Партизанското движение присъства силно в изобразителното изкуство в България в периода 1944 – 1989, като образите са изградени най-вече в стила на социалистическия реализъм. Паметници на партизанското движение са братските могили, каквито са построени в центъра на по-големи български градове. В различни сгради са поставяни картини, стенописи, барелефи и орелефи, посветени на партизанското движение. Важна скулптура на партизанска тематика е паметникът на Балванската битка.
След 1989 г. в страната започва постепенно демонтиране на паметници, свързани с партизанското движение, тъй като те са възприемани като част от символите на тоталитаризма. Част от тях са съхранени и експонирани в Музея на социалистическото изкуство.
В литературата и публицистиката партизаните присъстват като образи както в периода 1944 – 1989 г., така и след 1989 г. В първия период партизаните са най-вече идеализирани и героизирани в стила на соцреализма. Известни книги за партизаните отпреди 1989 година са „Овчарчето Калитко“ от Иван Хаджимарчев, „В името на народа“ от Митка Гръбчева, „На живот и смърт“ от Димитър Ангелов.
Рядък пример за относително безпристрастно литературно отразяване на партизанското движение е романът „Тютюн“ на Димитър Димов.
След демократичните промени, авторите са разнопосочни в своите настроения.
Бивши партизани, както и някои привърженици на левицата, продължават да разглеждат партизанското движение в позитивна светлина. Пример в това отношение е книгата на Ганчо Старибратов „По пътя на априлци“.
Други посочват като терористични и противодържавни действията на партизаните и каузата им, например „Как македонската баба Цана плени цяла българска бригада“ от Веселин Натев.
Във филмовото изкуство контрастът в отношението към партизаните преди и след 1989 е съответен на този в литературата. Едни от най-известните заглавия преди 10 ноември са „На всеки километър“, „Черните ангели“, „А бяхме млади“. След промените негативно отношение към партизаните показват филми като „Подгряване на вчерашния обед“.

## Други
На партизанското движение е наречена улица „Партизанска битка“ в квартал „Христо Смирненски“ в София (Карта).